# Grand View
Grand View é uma cidade localizada no estado americano de Idaho, no Condado de Owyhee.

## Demografia
Segundo o censo americano de 2000, a sua população era de 470 habitantes.
Em 2006, foi estimada uma população de 475, um aumento de 5 (1.1%).

## Geografia
De acordo com o United States Census Bureau tem uma área de
1,5 km², dos quais 1,4 km² cobertos por terra e 0,1 km² cobertos por água. Grand View localiza-se a aproximadamente 718 m acima do nível do mar.

## Localidades na vizinhança
O diagrama seguinte representa as localidades num raio de 68 km ao redor de Grand View.